# 今村勝次
今村 勝次（いまむら かつじ、1887年（明治20年）6月11日 - 1956年（昭和31年）12月25日）は、大日本帝国陸軍軍人。最終階級は陸軍中将。功三級

## 経歴
1887年（明治20年）に兵庫県で生まれた。陸軍士官学校第21期、陸軍大学校第31期卒業。1933年（昭和8年）1月に陸軍省軍事調査部調査班長となり、同年3月に陸軍砲兵大佐に進級した。1934年（昭和9年）に歩兵第14連隊長、1936年（昭和11年）に陸軍習志野学校幹事を経て、1937年（昭和12年）に陸軍少将に進級。1938年（昭和13年）に歩兵第11旅団長に就任し、日中戦争に出動。武漢攻略では大なる戦果を収め、贛湘作戦でも指揮を執った。
1939年（昭和14年）に陸軍中将に進級と同時に、下関要塞司令官に転じた。1940年（昭和15年）8月1日に待命、8月31日に予備役に編入された。

## 栄典
- 1923年（大正12年）7月24日 - 勲六等瑞宝章[3]
- 1940年（昭和15年）8月15日 - 紀元二千六百年祝典記念章[4]